# Puy-Saint-Eusèbe
Puy-Saint-Eusèbe è un comune francese di 152 abitanti situato nel dipartimento delle Alte Alpi della regione della Provenza-Alpi-Costa Azzurra.
Si trova all'interno del parco nazionale des Écrins.

## Società

### Evoluzione demografica
Abitanti censiti